# Albert Marth
Albert Marth (1. května 1828 Kolobřeh, Pomořansko – 5. srpna 1897 Heidelberg) byl německý astronom, objevitel planetky (29) Amphitrite. Jsou po něm pojmenovány krátery na Měsíci (Marth) i na Marsu (Marth).

## Život
Marth nejprve studoval na berlínské univerzitě teologii, avšak jeho zájem o matematiku a astronomii jej vedl k tomu, že se začal věnovat studiu astronomie u Christiana Peterse na univerzitě v Königsbergu. V roce 1853 přijal pozvání Georga Bishopa, bohatého obchodníka a mecenáše zajímajícího se o astronomii, do Londýna, kde se stal asistentem Johna Russella Hinda a v roce 1854 převzal jeho funkci na tamější observatoři.
1. března 1854 objevil malou planetku (29) Amphitrite.
Od roku 1862 pracoval jako asistent Williama Lassella na Maltě, kde učinil nejvíce svých astronomických objevů. Později pracoval v Markree Observatory v Irsku. Poslední roky svého života strávil v Německu, kde v roce 1897 v Heidelbergu zemřel na rakovinu.